# Feuerglocke

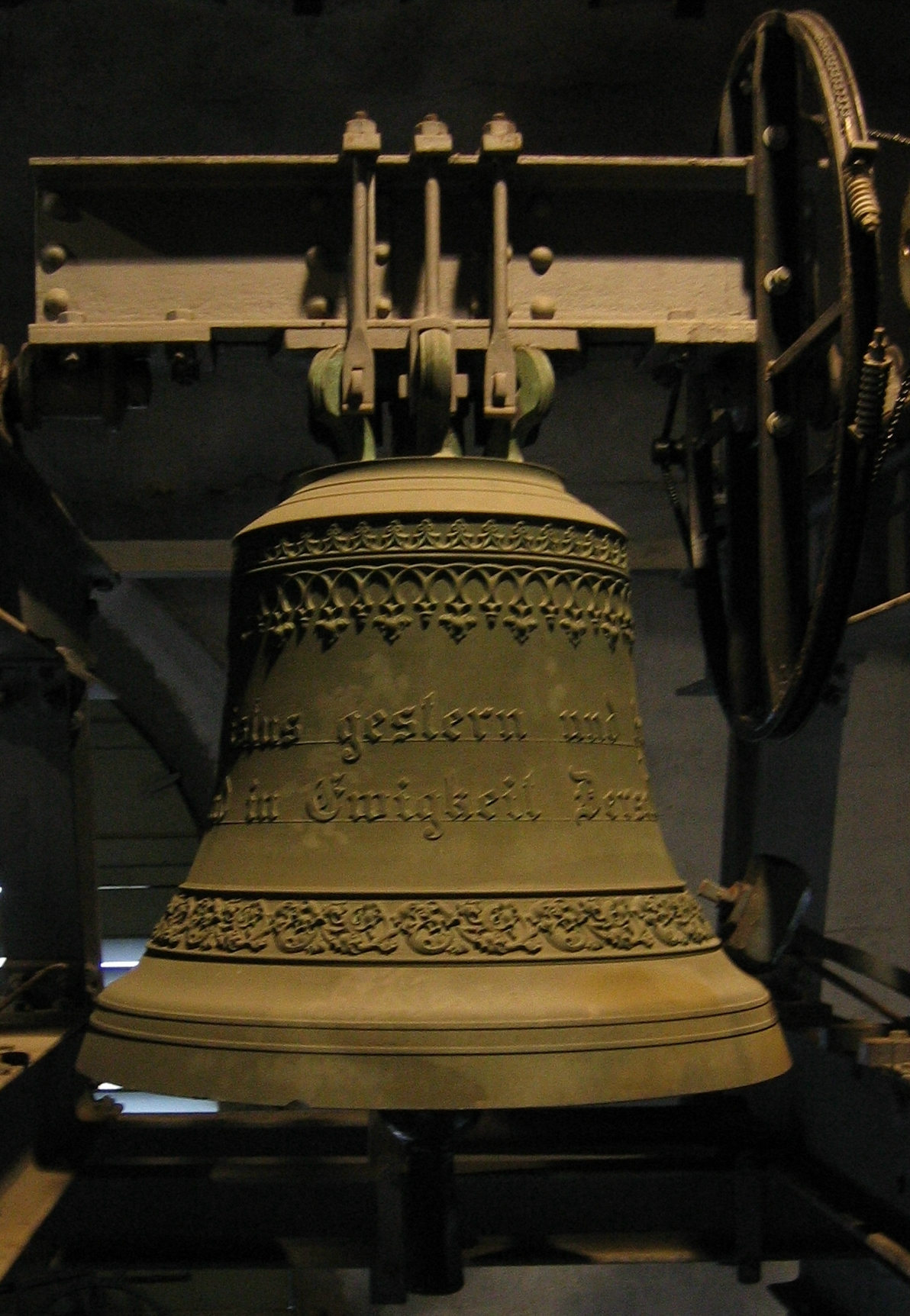
Feuerglocke in der Kirche St. Peter (Zürich)

Eine Feuerglocke (auch Alarmglocke oder Sturmglocke) ist eine Glocke, die bei einem Alarm zum Sturmläuten dient. Sie diente zur Versammlung der Feuerwehr und weiterer Helfer, mancherorts auch der gesamten Bevölkerung.

## Anschlag und Typen
Die Feuerglocke, auf Französisch oft braillard („Schreihals“) genannt, weil sie gewöhnlich einen unharmonisch wirkenden Klang ohne ausgeprägten Schlagton hatte, musste robust genug sein, um das anhaltende Sturmläuten zu überstehen. Sie konnte statt mit einem Klöppel oft auch mit Hämmern von der Außenseite angeschlagen werden. Es handelt sich entweder um eine von mehreren Glocken im Glockenstuhl einer Kirche oder um die Glocke eines Stadtturms wie des Perlachturms in Augsburg, eines Turmwächterhauses wie dem Dörnle in Widdern oder eines Feuerwehrhauses wie der Houghton Fire Hall. Auf Gebäuden wie dem Rathaus Seckbach ist die Feuerglocke oft rundum sichtbar an einem Dachreiter befestigt.
Die Wache haltenden Türmer und auch die Küster waren bei Anzeichen eines Brands zum Läuten der Feuerglocke verpflichtet und hatten mit Fahnen die Himmelsrichtung des Brands anzuzeigen.
Als weltliche Glocke wurde die Feuerglocke abgesehen von ihrem Klang auch oft durch Inschriften und Verzierungen von der Betglocke unterschieden. Die weltlichen Glocken hängen in Kirchtürmen manchmal auch in einem eigenen Glockenstuhl, wie die Armesünderglocke und die Feuerglocke in der Basilika St. Martin (Amberg).

## Geschichte
Vom Mittelalter bis zum 19. Jahrhundert änderte sich wenig am Einsatz einer Feuerglocke. Die Feuer- und Pannen-Ordnung der Stadt Zürich erklärt 1834: „Die Feuerläufer aus Land bestehen aus einem Feuerhauptmann und 30 bis 33 jungen Freiwilligen. Diese haben sich, nachdem vom St. Petersturm mit der Glocke ein Zeichen gegeben oder sie sonst angemahnt worden sind, mit der zum Vorspann versehenen Feuerspritze nebst Wurfwagen, die im Oetanbach platziert sein, mit Tansen und Schüffen [Wassergefäße] versehen, bereitzustellen. Nur wenn die Entfernung in der Regel nicht mehr als 2 Stunden beträgt, wird abgefahren.“
Nachtwächter hatten gemäß Anordnungen zur Brandverhütung des 18. Jahrhunderts im Kurfürstentum Trier und weiterer Kurfürstentümer des Heiligen Römischen Reiches bei einem Brand die Feuerglocke läuten zu lassen. Dort hieß es im § 20, dass sie „mit einem Blashorn Lärmen zu machen“ hatten, an die Türen und Fenster zu klopfen und „wo eine Thurm- oder Sturmglocke vorhanden ist, dieselbe läuten zu laßen“.
Anfang des 19. Jahrhunderts hatten auf dem Land in vielen Ortschaften des Herzogtums Nassau bei Wahrnehmung eines Brandes der Lehrer des Ortes mit der Feuerglocke Sturm zu läuten und der Ausschusstambour Alarm zu schlagen. Sofort hatten bestimmte Einwohner die Feuerspritze zu holen. Nicht jedes Dorf besaß eine solche. Ein Feuerläufer hatte erforderlichenfalls eine weitere Löschpumpe anzufordern.
Noch im Jahr 1865 mussten in New York City Turmwächter manuell Glocken anschlagen, wenn sie einen Brand entdeckt hatten. Durch die Anzahl Glockenschläge wurde der Bezirk bezeichnet, in dem der Brand ausgebrochen war. Parallel mit der Entwicklung der elektrischen Telegrafie, in Verbindung mit dem Wagnerschen Hammer als Antrieb, wurde der Feueralarm in der zweiten Hälfte des 19. Jahrhunderts automatisiert und elektrifiziert.
Feuerglocken werden heute höchstens noch in kleineren Ortschaften eingesetzt. Im 20. Jahrhundert wurden sie durch Sirenen ersetzt. Mittlerweile sind sie oft aus den Glockentürmen ausgelagert, wie die beiden Feuerglocken im Keller des Berner Münsters.

## Feuerglockenzeit
„Feuerglocke“ wurde mitunter auch ein Läuten der Feuerglocke genannt, das die Sperrstunde beziehungsweise das abendliche Bedecken der Feuerstellen zur Brandverhütung (engl. curfew, franz. couvre-feu) signalisierte, zur sogenannten Feuerglockenzeit, und vor allem im nördlichen Europa üblich war.

## Künstlerische Darstellungen
In Romanen, Theaterstücken (Demetrius, 1857, Meister Oelze, 1892) und historischen Filmen (Ruf der Wildgänse, 1961) dient die Feuerglocke traditionell als effektvolles Mittel zur Dramatisierung.
Der Komponist Gottfried von Einem verwendet in seiner Oper Der Besuch der alten Dame (1971) eine Feuerglocke und eine Bahnhofsglocke als Musikinstrumente.